# Det Liberale Parti (Island, 1927)
 For alternative betydninger, se Det Liberale Parti (Island).
Det Liberale Parti (islandsk: Frjálslyndi flokkurinn) var et kortlivet politisk parti i Island i slutningen af 1920'erne.
Partiet blev dannet i 1927 af en gruppe altingsmedlemmer fra Selvstændighedspartiet.
I 1923 havde det oprindelige Selvstændighedspartiet allieret sig med tidligere medlemmer af det nyligt opløste Hjemmestyrepartiet og dannet Borgerpartiet som en borgerlig modvægt til de nye klassepartier Fremskridtspartiet (der repræsenterede bønderne) og Socialdemokratiet (der repræsenterede arbejderne). Flertallet af Borgerpartiets altingsmedlemmer dannede det følgende år Det Konservative Parti, mens dets resterende venstrefløj under ledelse af tidligere statsminister Sigurður Eggerz fortsatte som Selvstændighedspartiet indtil de stiftede Det Liberale Parti i 1927. Forud for stiftelsen havde Eggerz forgæves forsøgt at vinde et af de tre landsvalgte mandater i Altingets øvre del, der var på valg i 1926 (valgt ved forholdstalsvalg i hele landet). Han kom i Altinget ved valget i 1927, men partiet formåede ikke at vinde andre mandater. 
I 1929 blev Det Liberale Parti genforenet med Det Konservative Parti til et nyt parti, der fik det historiske navn Selvstændighedspartiet, og siden blev Islands dominerende politiske kraft.